# Tommy McCook
Tommy McCook (L'Havana (Cuba), 27 de març del 1927 - Atlanta (EUA), 4 de maig de 1998) fou un saxofonista jamaicà.

## Biografia
Membre fundador de Skatalites, també dirigí The Supersonics per a Duke Reid i donà suport a moltes sessions de Bunny Lee als anys 70.
La mort de Tommy McCook a maig de 1998 restà completament oblidada pels mitjans de comunicació principals. Igual que son company de Skatalites Roland Alphonso i Jackie Mittoo, McCook mai no rebé el respecte dels grans mitjans de comunicació per sa contribució a la música jamaicana, enormement merescut. McCook nasqué a l'Havana, Cuba, a 1924, i es traslladà a Jamaica a 1933. Començà a tocar el saxo tenor a l'edat d'11 anys, quan era alumne de la famosa Alpha School, i finalment ingressà a l'orquestra d'Eric Dean.
A 1954, marxà a Nassau per un compromís, després del qual acabà a Miami, i fou ací on Tommy escoltà per primera vegada de John Coltrane, i s'enamorà del jazz. Tommy tornà a Jamaica a començaments de l'any 1962, on uns quants productors locals li oferiren gravar. Finalment accedí a gravar una sessió de jazz per a Clement "Coxson" Dodd, que a l'àlbum s'anomenà "Jazz Jamaica". Sa primera gravació de ska fou una adaptació d'"Exodus", d'Ernest Gold; gravada a novembre de 1963 amb músics que prompte formarien Skatalites.

## Discografia
- Top Secret - 1969 - Techniques
- Horny Dub - 1976 - Grounation
- Reggae In Jazz - 1976 - Eve
- Cookin' Shuffle - Jamaica Authentic
- Down On Bond Street - Trojan Records (1999)
- Tommy's Last Stand - Creole - 2001
- Blazing Horns - Tenor In Roots - 1976-1978 - Blood & Fire (2003)
- Real Cool - 1966-1977 - Trojan Records (2005)

Amb The Skatalites
- Tommy McCook & The Skatalites - The Skatalite! - 1969 - Treasure Island

Amb Bobby Ellis
- Green Mango - 1974 - Attack
- Blazing Horns - 1977 - Grove Music

Amb The Aggrovators
- Brass Rockers - 1975 - Striker Lee
- Cookin - 1975 - Horse/Trojan
- King Tubby Meets The Agrovators At Dub Station - 1975 - Live and Love
- Show Case - 1975 - Culture Press (1997)
- Disco Rockers (aka Hot Lava) - 1977 - Dynamic Sound
- Instrumental Reggae - RAS (1992)

Amb Yabby You
- Yabby You Meets Tommy McCook In Dub - Peacemaker
- Yabby You Meets Sly & Robie Along With Tommy McCook - Prophets